# Tilly Keeper
Matilda Elizabeth (Tilly) Keeper (Londen, 16 augustus 1997) is een Engels actrice. Ze speelde in diverse films en series, waaronder Marooned Awakening, EastEnders en You.

## Filmografie

### Film
- 2014: Cuban Fury, als danser
- 2015: Female Dog, als Grace
- 2021: True Colours, als Chloe
- 2021: Do This For Me, als Kat
- 2022: Marooned Awakening, als Emily
- 2022: R.I.P.D. 2: Rise of the Damned, als Charlotte Pulsipher

### Televisie
- 2008: The Bill, als schoolmeisje
- 2011: Let's Dance of Comic Relief, als danser
- 2016: Millie Inbetween, als Chrissie
- 2016-2020: EastEnders, als Louise Mitchell
- 2018: Children in Need, als Prinses Jasmine
- 2020: Make Me Famous, als Helen Cott
- 2023-2025: You, als Lady Phoebe Borehall-Blaxworth
- 2024: Queenie, als Darcy Pike